# André Sauge
Pour les articles homonymes, voir Sauge (homonymie).
André Sauge, né en 1944 à Massongy en Haute-Savoie, est un professeur, traducteur et écrivain.

## Biographie
En 1969, il obtient une maîtrise en philosophie avec un mémoire intitulé Place et fonction de la poésie de Hölderlin et de Rilke dans l'ontologie de Heidegger.
Il soutient en 1991 à l'université de Genève une thèse sur la notion d'historié chez Hérodote.

## Travaux
Dans « L’Iliade », poème athénien de l’époque de Solon publié en 2000, André Sauge soutient que  l'Iliade serait un poème dicté, dont la composition dans sa plus grande partie, serait contemporaine de sa fixation écrite et que le commanditaire en seraient homme politique athénien Solon et des alliés. Alain Duplouy considère que si André Sauge est un « redoutable connaisseur de la syntaxe homérique », il relève néanmoins que son ouvrage « se résume à de la philologie pure, sans la moindre trame ou perspective historique » arguant qu'« on aura beaucoup de difficultés à admettre une datation basse de la composition de l'œuvre, de même que son association à l’Athènes du début du VIe siècle et, plus précisément, à la figure de Solon ».
Dans ses deux ouvrages Jésus de Nazareth contre Jésus-Christ qui compte deux volumes (2011 et 2012), André Sauge en s’appuyant sur la linguistique du texte et les méthodes de la philologie classique, remet en cause la théorie dominante dite « théorie des deux sources ». Pour lui, Jésus de Nazareth n'est pas réductible à Jésus-Christ. Il soutient notamment que l’évangile de Luc comporte deux couches textuelles dont l’une est antérieure à la composition des évangiles, un « mémoire », selon lui, rédigé au début des années soixante pour la défense de Paul de Tarse devant le prétoire à Rome. Cette datation s'inscrit a contrario de l'exégèse historico-critique qui place la rédaction de ces deux ouvrages dans les années 80-85, en tout cas après la rédaction de l'Évangile selon Marc (v. 65-75) et à la même époque que celui de Matthieu (v. 80-90). Pour André Sauge, c’est une réécriture qui a permis de convertir Jésus de Nazareth en « messie, prêtre et roi ». Une recension par Marcel Havelange déplore pas mal d’hypothèses qui mettent mal à l’aise dans un ouvrage, « qui mérite une lecture attentive » mais dont « l'incidence dogmatique pos[e] problème ».

## Publications

### Ouvrages
- De l'épopée à l'histoire. Fondement de la notion d’historié, Peter Lang, 1992 (ISBN 978-3-631-44840-3, OCLC 489730599, présentation en ligne)  — Étude de la notion chez Hérodote, à l’appui d’un examen des occurrences dans les tragédies de Sophocle (Les Trachiniennes, Œdipe Roi) et le Corpus Hippocraticum.
- Les degrés du verbe : sens et formation du parfait en grec ancien, Peter Lang, 2000  (ISBN 3-906763-47-1) [présentation en ligne][4].
- « L’Iliade », poème athénien de l’époque de Solon, Berne, Peter Lang, 2000 (ISBN 978-3-906758-43-5, OCLC 470606259, présentation en ligne)[5].
- Iliade, langue, récit, écriture : l'épopée homérique et l'invention de la citoyenneté, Peter Lang, 2007 (ISBN 978-3-03911-138-1, OCLC 184847762, présentation en ligne)[6],[7],[8].
- Sophocle, lecteur de Freud, Berne, Peter Lang, 2009 [présentation en ligne]  — étude d’Œdipe Tyran de Sophocle et de l’analyse du cas Dora par Freud (Cinq psychanalyses)[9].
- Jésus de Nazareth contre Jésus-Christ. Tome I. La condamnation à mort, éditions Publibook, 2011, [présentation en ligne]
- Jésus de Nazareth contre Jésus-Christ. Tome II. La fabrique du Nouveau Testament. Tome III. Restitution de l’enseignement de Jésus de Nazareth, « Texte grec », Paris, Publibook, 2012.
- André Sauge et Arnaud Villani, Défaire Heidegger, Éditions Kimé, 2018 (ISBN 978-2-84174-876-1, OCLC 1026501593, présentation en ligne)[10].
- L'odyssée ou le retour d'Ulysse : un traité d'économie politique, Peter Lang, 2018  (ISBN 9782807610538)[présentation en ligne][11].
- De Jésus de Nazareth à la fondation du christianisme, Éditions Golias, avril 2024  (ISBN 978-2-35472-297-5).
- Enseignement de Jésus suivi du Mémoire des Chrestiens, Éditions Golias, avril 2024 (ISBN 978-2-35472-296-8, présentation en ligne).

### Traduction
- Max Stirner, Œuvres complètes. L'Unique et sa propriété et autres écrits (traduit de l'allemand par Pierre Gallissaire et André Sauge), Lausanne, L'Âge d'homme, 2012 (OCLC 819167291).